# إدوارد ستيفنز (دبلوماسي)
إدوارد ستيفنز (بالإنجليزية: Edward Stevens)‏ هو دبلوماسي أمريكي، ولد في 1755، وتوفي في 26 سبتمبر 1834.